# Ranunculus gardenensis
Ranunculus gardenensis är en ranunkelväxtart som beskrevs av Sandro Alessandro Pignatti. Ranunculus gardenensis ingår i släktet ranunkler, och familjen ranunkelväxter. Inga underarter finns listade i Catalogue of Life.